# Campionati europei juniores di scherma 1999
I Campionati europei juniores di scherma del 1999 (1999 European Juniors Fencing Championships) sono stati organizzati dalla Confederazione europea di scherma e si sono svolti a Porto, in Portogallo.
Nel fioretto, si sono aggiudicati i titoli di campionate europeo il polacco Ciepl, che ha battuto in finale l'iberico Menendez, e la tedesca Sike che ha avuto la meglio sulla magiara Varga.
Nella spada l'ucraino Chumak ha battuto in finale il magiaro Horvath, mentre tra le donne la russa Logounova ha superato la connazionale Zamkova.
Nella sciabola il russo Veliki ha prevalso sul tedesco Bauer, mentre l'italiana Ilaria Bianco ha battuto la connazionale Alessia Tognolli.
Nei campionati europei juniores a squadre maschili, la nazionale italiana ha prevalso nella finale del fioretto contro la Russia, mentre la compagine ucraina ha vinto nella spada contro la formazione tedesca, ed infine la nazionale tedesca ha avuto la meglio sulla compagine italiana nella sciabola.
Nei campionati europei juniores a squadre femminili, la nazionale tedesca ha prevalso nella finale del fioretto contro l'Ungheria, la Polonia ha vinto nella spada contro la formazione estone, ed infine la formazione italiana ha avuto la meglio sulla compagine russa nella sciabola.

## Podi

### Uomini
| Specialità  | Oro                                                                   | Argento                                                                        | Bronzo                                                          |
| Individuali |                                                                       |                                                                                |                                                                 |
| Fioretto    | Tomasz Ciepl                                                          | Javier Menéndez                                                                | André Weßels Sergej Tichonov                                    |
| Spada       | Dmytro Čumak                                                          | Árpád Horvath                                                                  | Michał Sobieraj Sturla Torkildsen                               |
| Sciabola    | Veliki                                                                | Dennis Bauer                                                                   | Matthias Grimm Wisinski                                         |
| A squadre   |                                                                       |                                                                                |                                                                 |
| Fioretto    | Italia Stefano Barrera Andrea Bonometto Ennio Piazza Isacco Scomparin | Russia Sergej Tichonov -                                                       | Germania André Weßels -                                         |
| Spada       | Ucraina Dmytro Čumak Dmytro Karyuchenko Maksym Khvorost -             | Germania Tillmann Fetzer Christoph Kneip Jens-Steffen Pfeiffer Achim Schneider | Polonia Arpad Horvath Attila Lukacs Andras Redli Peter Somfai   |
| Sciabola    | Germania Harald Stehr Alexander Findeisen Dennis Bauer Philipp Grimm  | Italia Marcello Cerina Jacopo Spilimbergo Giacomo Guidi Andrea Aquili          | Ungheria Gabor Szelle Balázs Lengyel Zsolt Jolankai Tamas Decsi |

### Donne
| Specialità  | Oro                                                                     | Argento                                                                       | Bronzo                                                              |
| Individuali |                                                                         |                                                                               |                                                                     |
| Fioretto    | Etelka Sike                                                             | Gabriella Varga                                                               | Bianca Becker Schlosser                                             |
| Spada       | Tat'jana Logunova                                                       | Zamkova                                                                       | Olga Alekseeva Ljubov' Šutova                                       |
| Sciabola    | Ilaria Bianco                                                           | Alessia Tognolli                                                              | Marianna Tricarico Diana Maier                                      |
| A squadre   |                                                                         |                                                                               |                                                                     |
| Fioretto    | Germania Bianca Becker Annekathrin Donath Hannah Schnorr Etelka Sike    | Ungheria Barbara Fonay Gabriella Hopka-Varga Szilvia Jeszenszky Katalin Varga | Russia Julia Khakimova Irina Khouade Ianna Rouzavina Maria Safonova |
| Spada       | Polonia -                                                               | Estonia Olga Alekseeva -                                                      | Russia Tat'jana Logunova Ljubov' Šutova Zamkova -                   |
| Sciabola    | Italia Ilaria Bianco Flora Scarlato Alessia Tognolli Marianna Tricarico | Russia Ekaterina Fedorkina Elizaveta Gorst Margarita Joukova Olga Makarova    | Germania Noemi Bürkl Diana Christian Sibylle Klemm Sabine Thieltges |